# Милица Солдатовић Микић
Милица Солдатовић Микић (Ваљево,1981) српска телевизијска редитељка. Живи и ради у Београду.

## Телевизијска режија
Милица Солдатовић Микић, дипломирала је телевизијску режију 2005. године, а већ као студент остварује своја прва професонална искуства, најпре у драмском програму Радио Београда, а потом у разним продукцијама и телевизијским кућама. На конкурсу Сто младих за РТС- ов 21. век, добија стални ангажман у РТС-у. Највише у својој матичној кући, али и у другим тв продукцијама, режира  шоу програме, концерте, бројне директне преносе, музичке и забавне емисије, програм за децу и омладину, као и драмски програм.

## Музички програм
- Песма за Евровизију ’25,[1]
- Песма за Евровизију ’24 [2]
- Три боје звука [3]
- Новогодишњи програм РТС-а[4][5]
- IDJ Show,[6][7][8]
- Свечани концерт- Сто година Радио Београда[9]
- Бунтовник са челом, концерт Стјепана Хаусера[10]

## Играни програм
- Муке једног Лава[11]
- Наше су само речи [12]
- Безбедност деце на интернету 2023 [13][14]
- Беѕбедност деце на интернету 2021[15]

## Дечји програм
- Дечје београдско пролеће[16][17][18]
- Радост Европе[19]
- Nauči se čovječe, kviz za decu[20]
- Режија наступа “JUNIOR EUROVISION 2021” , JUNIOR EUROVISION 2022””[21][22]

## Документарни програм
- Аутопортрет (ТВ емисија)[23]